# Italo Galbiati
Italo Galbiati (né le 8 août 1937 à Milan en Lombardie où il est mort le 8 mars 2023,) est un footballeur italien, qui évoluait au poste de milieu offensif, avant de devenir entraîneur.
À partir de la fin des années 1990, il évolue en tant qu'adjoint de son compatriote, le sélectionneur Fabio Capello.

## Biographie

### Joueur
Milanais d'origine, Italo Galbiati fait ses premiers pas en professionnel avec l'un des deux grands clubs de sa ville natale, l'Inter Milan. Il joue son premier match le 14 janvier 1959 lors d'un match nul à l'extérieur 1-1 contre l'Olympique lyonnais en Coupe des villes de foires. Avec son club formateur, il n'entre toutefois pas en championnat.
La saison suivante, il est prêté pour une saison au club de la Reggina Calcio, avec qui il peut faire ses preuves en championnat.
En 1960, Galbiati rejoint le club du Calcio Lecco en Lombardie, où il fait ses grands débuts en Serie A (jouant même 43 matchs consécutifs en deux saisons, 17 dont un but en 1960-1961, et 26 en 1961-1962). Son club finit par être relégué en Serie B en 1962, mais il reste fidèle à son club où il joue jusqu'en 1966 (année de leur promotion en Serie A), où il prend sa retraite de joueur. Il a en tout inscrit 5 buts en 146 matchs pour le club de Lecco.

### Entraîneur
Après la fin de sa carrière de joueur, il devient durant les années 1970 dirigeant du secteur des équipes jeunes de l'Inter (on lui doit notamment la découverte du jeune talent Walter Zenga). Dans les années 80, il rejoint l'autre club de la ville, le Milan AC, où il fut trois fois l'entraîneur de l'équipe première, en 1981, en 1982 (remplaçant à partir de la 17e journée jusqu'à la fin de la saison Luigi Radice), puis en 1984.
Il rejoint ensuite l'entraîneur italien de renom, Fabio Capello, et entre dans son staff en tant qu'entraîneur-adjoint. Il le suit tout d'abord au Milan lors de la saison 1997-1998, avant de rejoindre la capitale et le club de l'AS Roma où il reste cinq ans. En 2004, il part, toujours avec Capello, pour le club piémontais de la Juventus, avec qui il reste durant deux saisons. En 2006, il part pour la première fois de sa carrière travailler hors de l'Italie, et prend les rênes du club du Real Madrid en Espagne.
En 2007, Italo Galbiati devient le nouveau sélectionneur adjoint de l'équipe d'Angleterre, poste que lui et Capello quittent en 2012, pour ensuite prendre la tête de la sélection russe.
Dans les relations du tandem Capello-Galbiati avec les joueurs, Italo Galbiati est souvent décrit comme le « bon flic » (plus attentif et conciliant) et Fabio Capello comme le « mauvais flic » (plus intransigeant, disciplinaire et froid),.
Il meurt le 8 mars 2023. Le soir même, lors du match entre le Milan AC et Tottenham, en Champions League, les deux équipes portent un brassard noir pour lui rendre hommage.